# Orotelli
Orotelli (sardisk: Orotèddi) er en by og en kommune (comune) i provinsen Nuoro i regionen Sardinien i Italien. Byen ligger i 406 meters højde og har 2.033 indbyggere (2016). Kommunen har et areal på 61,18 km² og grænser til kommunerne Benetutti, Bono, Bottidda, Illorai, Oniferi og Orani.